# Damon Morton
Damon Morton (* 18. Juni 1996 in Melbourne) ist ein ehemaliger australischer Biathlet und Skilangläufer.

## Karriere

### Biathlon
Damon Mortons erste internationale Meisterschaft wurden die Biathlon-Juniorenweltmeisterschaften 2012 in Kontiolahti, wo er 80. des Einzels und 67. des Sprints wurde. Auch 2013 in Obertilliach verpasste er als 67. das Verfolgungsrennen, wurde im Einzel aber schon 60. Diese positive Entwicklung fand ihren Höhepunkt bei den Biathlon-Juniorenweltmeisterschaften 2014 in Presque Isle, wo er nach einem 33. Rang im Einzel als Elfter des Sprints knapp die Top-Ten-Ränge verpasste und im Verfolgungsrennen 15. wurde. In Minsk platziert er sich 2015 auf 20er- und 30er-Ränge. 2013 in Bansko und 2014 in Nové Město na Moravě startete Morton auch bei den Juniorenrennen der offenen Biathlon-Europameisterschaften und belegte Plätze zwischen 48 und 60, davon dreimal in sechs Rennen den 53. Platz.
Bei den Männern tritt Morton seit dem Auftakt der Saison 2014/15 im IBU-Cup an. Bei seinem ersten Rennen in Beitostølen verpasste er als 67. des Sprints noch das Verfolgungsrennen. In Obertilliach verbesserte er im weiteren Saisonverlauf sein bestes Resultat in einem Sprint auf Platz 63. Erste Meisterschaft bei den Männern wurden die offenen Biathlon-Europameisterschaften 2015 in Otepää, wo Morton 89. des Sprints wurde und mit Alexei Almoukov, Dyllan Harmer und Daniel Walker 20. im Staffelrennen wurde. Es war eine der ersten Staffelteilnahmen Australien im Biathlonsport überhaupt.
Sein Debüt auf höchster Ebene gab der Australier zu Beginn der Saison 2015/16 in Hochfilzen und wurde 108. im Sprint, auch auf der Pokljuka durfte er wenig später im Weltcup starten. Im Januar 2016 erreichte Morton in der Lenzerheide einen 19. sowie einen 7. Rang in Sprint und Einzel der Junior-Cup-Rennen und stellte damit einen deutlichen persönlichen Bestwert auf. Auch bei den darauf folgenden Juniorenweltmeisterschaften gelang Morton mit Position 21 im Einzel ein Achtungserfolg. In der Folgesaison nahm er wieder regelmäßig an Rennen des Junior Cups teil und erzielte auf der Pokljuka gemeinsam mit seiner Schwester Darcie einen sehr guten 8. Rang von 18 Mannschaften in der Single-Mixed-Staffel. Saison- und Karrierehighlight wurde die Teilnahme an den Weltmeisterschaften in Hochfilzen, wo er 87. im Sprint wurde.
Die Saison 2017/18 war die erste, in der Morton nur im IBU-Cup starten durfte. Der Australier bestritt allerdings bis zu den Europameisterschaften nur ein Einzelrennen und startete in mehreren Wettkämpfen, für die er eingetragen war, nicht. Nach der Single-Mixed-Staffel der EM, die er mit Jillian Colebourn als 20. abschloss, folgte abrupt das Karriereende. Bis heute hat er an keinem Wettbewerb mehr teilgenommen.

### Skilanglauf
Ab 2012 startete Morton auch regelmäßig im Australia/New Zealand Cup im Skilanglauf. Seine letzten Rennen bestritt er im August 2016 in Falls Creek.

## Persönliches
Damon Morton ist der Sohn des früheren Biathleten Cameron Morton. Seine Schwester Darcie startet auch heute noch im Welt- und IBU-Cup.

## Statistiken

### Weltcupplatzierungen
Die Tabelle zeigt alle Platzierungen (je nach Austragungsjahr einschließlich Olympische Spiele und Weltmeisterschaften).
- 1.–3. Platz: Anzahl der Podiumsplatzierungen
- Top 10: Anzahl der Platzierungen unter den ersten zehn (einschließlich Podium)
- Punkteränge: Anzahl der Platzierungen innerhalb der Punkteränge (einschließlich Podium und Top 10)
- Starts: Anzahl gelaufener Rennen in der jeweiligen Disziplin
- Staffel: inklusive Mixed- und Single-Mixed-Staffeln

| Platzierung         | Einzel | Sprint | Verfolgung | Massenstart | Staffel | Gesamt |
| ------------------- | ------ | ------ | ---------- | ----------- | ------- | ------ |
| 1. Platz            |        |        |            |             |         |        |
| 2. Platz            |        |        |            |             |         |        |
| 3. Platz            |        |        |            |             |         |        |
| Top 10              |        |        |            |             |         |        |
| Punkteränge         |        |        |            |             |         |        |
| Starts              |        | 3      |            |             |         | 3      |
| Stand: Karriereende |        |        |            |             |         |        |

### Biathlon-Weltmeisterschaften
Ergebnisse bei den Weltmeisterschaften:
| Weltmeisterschaften | Weltmeisterschaften | Einzelwettbewerbe | Einzelwettbewerbe | Einzelwettbewerbe | Einzelwettbewerbe | Staffelwettbewerbe | Staffelwettbewerbe |
| Jahr                | Ort                 | Einzel            | Sprint            | Verfolgung        | Massenstart       | Herrenstaffel      | Mixedstaffel       |
| ------------------- | ------------------- | ----------------- | ----------------- | ----------------- | ----------------- | ------------------ | ------------------ |
| 2017                | Hochfilzen          | DNS               | 87.               | –                 | –                 | –                  | –                  |

### Juniorenweltmeisterschaften
Nur 2016 nahm Morton an Juniorenweltmeisterschaften teil. Bis 2015 waren die Teilnahmen bei den U-18-Jährigen.
Ergebnisse bei den Juniorenweltmeisterschaften:
| Weltmeisterschaften | Weltmeisterschaften | Einzel | Sprint | Verfolgung | Staffel |
| Jahr                | Ort                 | Einzel | Sprint | Verfolgung | Staffel |
| ------------------- | ------------------- | ------ | ------ | ---------- | ------- |
| 2012                | Kontiolahti         | 80.    | 67.    | –          | –       |
| 2013                | Obertilliach        | 60.    | 67.    | –          | –       |
| 2014                | Presque Isle        | 33.    | 11.    | 15.        | –       |
| 2015                | Minsk               | 27.    | 32.    | 39.        | –       |
| 2016                | Cheile Grădiștei    | 21.    | 45.    | 45.        | –       |